# Präsidentschaftswahl in Guinea 1993
Die Präsidentschaftswahl in Guinea 1993 fand am 19. Dezember statt. Nach Einführung eines Mehrparteiensystems im Jahr zuvor fand die Wahl erstmals seit der Unabhängigkeit des Landes mit mehreren Kandidaten statt.
Amtsinhaber Lansana Conté wurde als Kandidat der Partei Parti de l’unité et du progrès (PUP) mit 51,7 % im ersten Wahlgang für weitere fünf Jahre in seinem Amt bestätigt. Die Wahlen waren von zahlreichen Manipulationsvorwürfen überschattet.

## Ergebnisse
| Kandidaten                         | Parteien                                       | Stimmen   | %    |
| ---------------------------------- | ---------------------------------------------- | --------- | ---- |
| Lansana Conté                      | Parti de l’unité et du progrès                 | 1.077.017 | 51,7 |
| Alpha Condé                        | Rassemblement du peuple de Guinée              | 407.221   | 19,6 |
| Mamadou Ba                         | Union pour la nouvelle république              | 278.638   | 13,4 |
| Siradiou Diallo                    | Union pour le progrès et le renouveau          | 247.100   | 11,9 |
| Facinet Touré                      | Union national pour la prosperité de la Guinée | 29.275    | 1,4  |
| Jean-Marie Doré                    | Union pour le progrès de la Guinée             | 19.007    | 0,9  |
| Mansour Kaba                       | Dyama                                          | 12.886    | 0,6  |
| Ismail Ghussein                    | Parti démocratique de Guinée                   | 11.696    | 0,6  |
| Gesamt                             | Gesamt                                         | 2.082.840 | 100  |
|                                    |                                                |           |      |
| Ungültige Stimmen                  | Ungültige Stimmen                              | 153.586   | 6,9  |
| Wähler                             | Wähler                                         | 2.236.426 | 78,5 |
| Wahlberechtigte                    | Wahlberechtigte                                | 2.850.403 |      |
|                                    |                                                |           |      |
| Quelle: African Elections Database |                                                |           |      |